# シャルル (下ロレーヌ公)

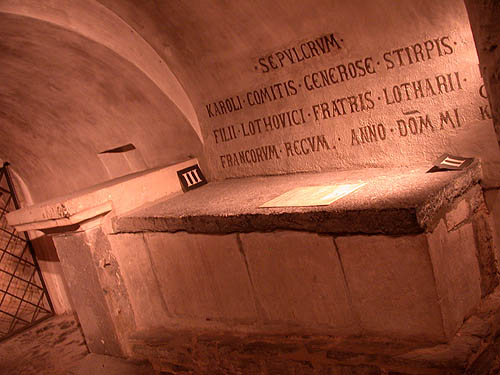
マーストリヒトの聖セルヴァティウス教会にあるシャルルの墓

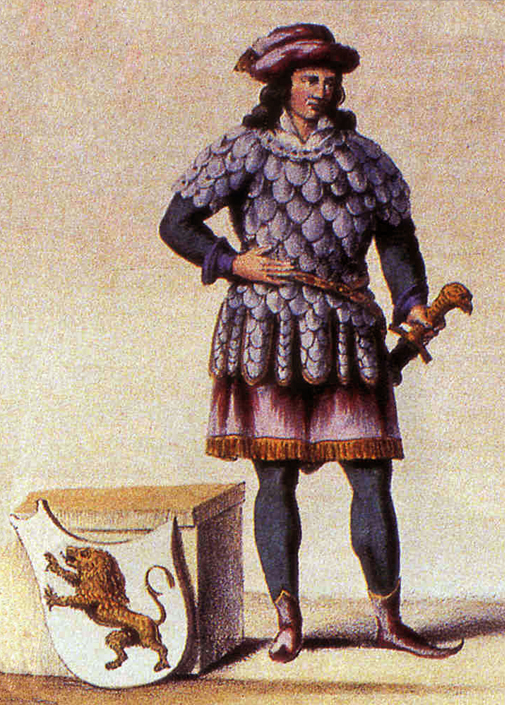
「976年頃のブリュッセルの創設者」という説明文のあるリトグラフ（1850年頃に印刷）

下ロレーヌ公シャルル（Charles de Basse-Lotharingie、953年 - 993年）は、カロリング家出身の下ロートリンゲン公（在位：977年 - 993年）。ドイツ語で下ロートリンゲン公カール（Karl von Niederlothringen）と呼ばれる。

## 生涯
シャルルは953年夏にランスで生まれた。父は西フランク王ルイ4世、母は東フランク王ハインリヒ1世の娘ゲルベルガであり、西フランク王ロテールの弟にあたる。また、カール大帝の6代目の子孫にあたる。父ルイ4世がノルマン人に捕らえられた際、父王の解放の代わりにシャルル達息子が人質となるよう要求された。母ゲルベルガはシャルルのみを人質として送り、父ルイ4世はユーグ・カペーの保護のもと解放された。
976年以前に、シャルルは兄ロテールの妃でイタリア王ロターリオ2世の娘エマを、ラン司教アダルベロンとの密通のかどで告発した。ラン近くのフィムのサントモール評議員会は王妃と司教の潔白を証明したが、シャルルは主張し続けたため、王国から追い出され、従兄弟オットー2世のもとに逃げ込んだ。オットーはロテールを追い出した後すぐにシャルルを王位につけることを約束し、シャルルはオットーに礼をささげ、その代わりにシャルルは下ロートリンゲン公位を与えられた。
978年、ロテールはドイツに侵攻し、王都アーヘンを占領したが、オットー2世もシャルルも捕縛することができなかった。10月、今度はオットー2世とシャルルがフランスに侵攻し、ランス、ソワソンおよびラン周辺の地を破壊した。そしてフランス王にとって最重要の地であるランで、シャルルはメッツ司教ディートリヒ1世から戴冠された。ロテールはパリに逃亡したが、そこで包囲された。しかし11月30日、ユーグ・カペーからの救援の軍が、オットーとシャルルの包囲を解かせることに成功した。ロテールとユーグ・カペーは再び形勢を逆転させ、オットー2世らをアーヘンまで追いこみ、ランを奪還した。
979年頃、シャルルは聖ギュデュルの聖遺物をブリュッセルの聖ガウゲリクス教会に移した。通常、この出来事がブリュッセルの始まりと考えられている。シャルルはブリュッセルに初めて常設の要塞を建設した。
シャルルは相変わらず兄ロテールの臣下でもあったが、オットーとの協調はロテールに対する反逆とみなされ、王位継承からは除外された。986年のロテールが死去した際には、ルイ5世が後継者として選ばれ、翌年のルイ5世の死去の際にもユーグ・カペーが選ばれた。このようにして、シャルルは不名誉にも無視され、カペー朝が成立した。シャルルが有力な後ろ盾を得られる結婚ができなかったこと、および財産を十分に持たなかったことも、王位を継承できなかった理由であった。シャルルはユーグ・カペーに戦いを挑み、ランスおよびランを押さえたものの、991年の聖木曜日（3月26日）、アダルベロン司教の裏切りによりシャルルは捕縛され、ユーグ・カペーによりオルレアンに監禁された。シャルルは993年かそれ以前にそこで死去した。下ロートリンゲン公位は息子オトンが継承した。
1666年、シャルルの墓地がマーストリヒトの聖セルヴァティウス教会で発見された。遺体は1001年に埋葬されたとみられるが、それはシャルルの没年ではないと考えられている。

## 子女
970年にモー伯ロベール・ド・ヴェルマンドワの娘アデライードと結婚した。
- オトン（970年頃 - 1012年） - 下ロートリンゲン公（991年 - 1012年）[1]
- ジェルベルジュ（975年 - ?） - ルーヴァン伯ランベール1世と結婚[1]
- エルマンガルド (wikidata) （975年 - ?） - ナミュール伯アルベール1世と結婚[1]
- ルイ（989年頃 - 993年以降）[1]
- シャルル（989年 - ?）[1]